# イポリット＝カミーユ・デルピー
イポリット＝カミーユ・デルピー（Hippolyte Camille Delpy、1842年4月16日 - 1910年6月5日）はフランスの画家である。バルビゾン派の画家、シャルル＝フランソワ・ドービニーの弟子となり、ともに風景画を描いた。

## 略歴
フランス中央部のヨンヌ県のジョワニーの比較的裕福な家に生まれた。少年時代の1855年頃に、ドービニーと出会い、絵画に興味を持った。1858年に私的な弟子となった。ドービニーがアトリエ代わりに使ったボート、「ボタン号」に、ドービニーはデルピーと、デルビーに年の近い息子のカールを同乗させて、戸外の写生を行った。カールも後に画家となった。ドービニーを通じて、ジャン＝バティスト・カミーユ・コローと知り合い、コローの指導も受けた。1869年にサロン・ド・パリに最初の風景画を出展した。
1870年代は、コローが好んで訪れて風景画を描いたヴィル＝ダヴレーや、ドービニーの住んだオーヴェル＝シュル＝オワーズで仕事をした。オーヴェル＝シュル＝オワーズを訪れたポール・セザンヌ、カミーユ・ピサロと友人となった。1873年から、1875年にサロンに出展した作品は好評で、1876年には個人の展示会を開いて成功し、多くの作品が売れることになった。その年フォンテンブローの森に近いボワ＝ル＝ロワに居を構えた。
1880年代にはいって、独自の画風を示すようになり、1884年のサロンでメダルを受賞した。1889年のパリ万国博覧会にも出展した。

## 作品

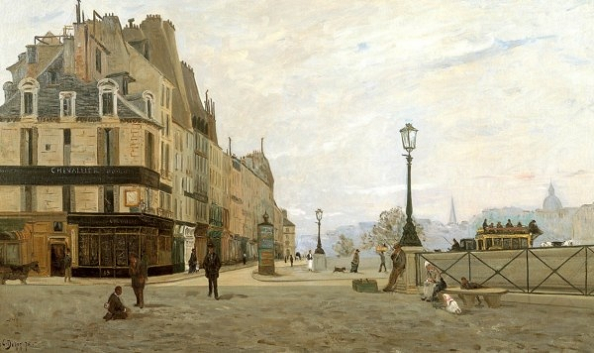
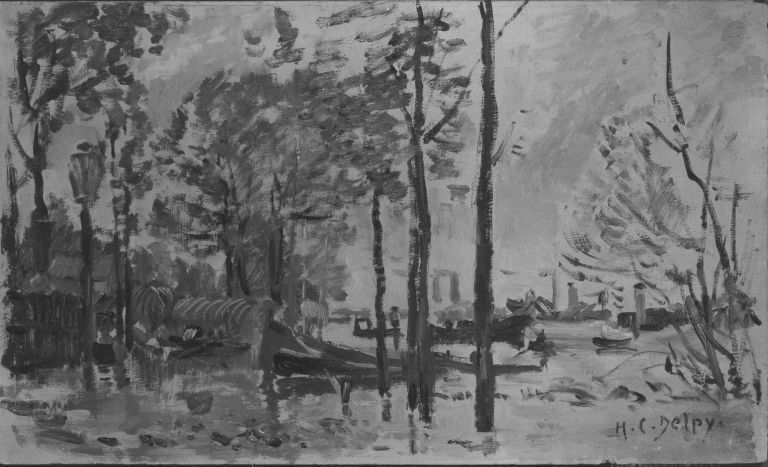
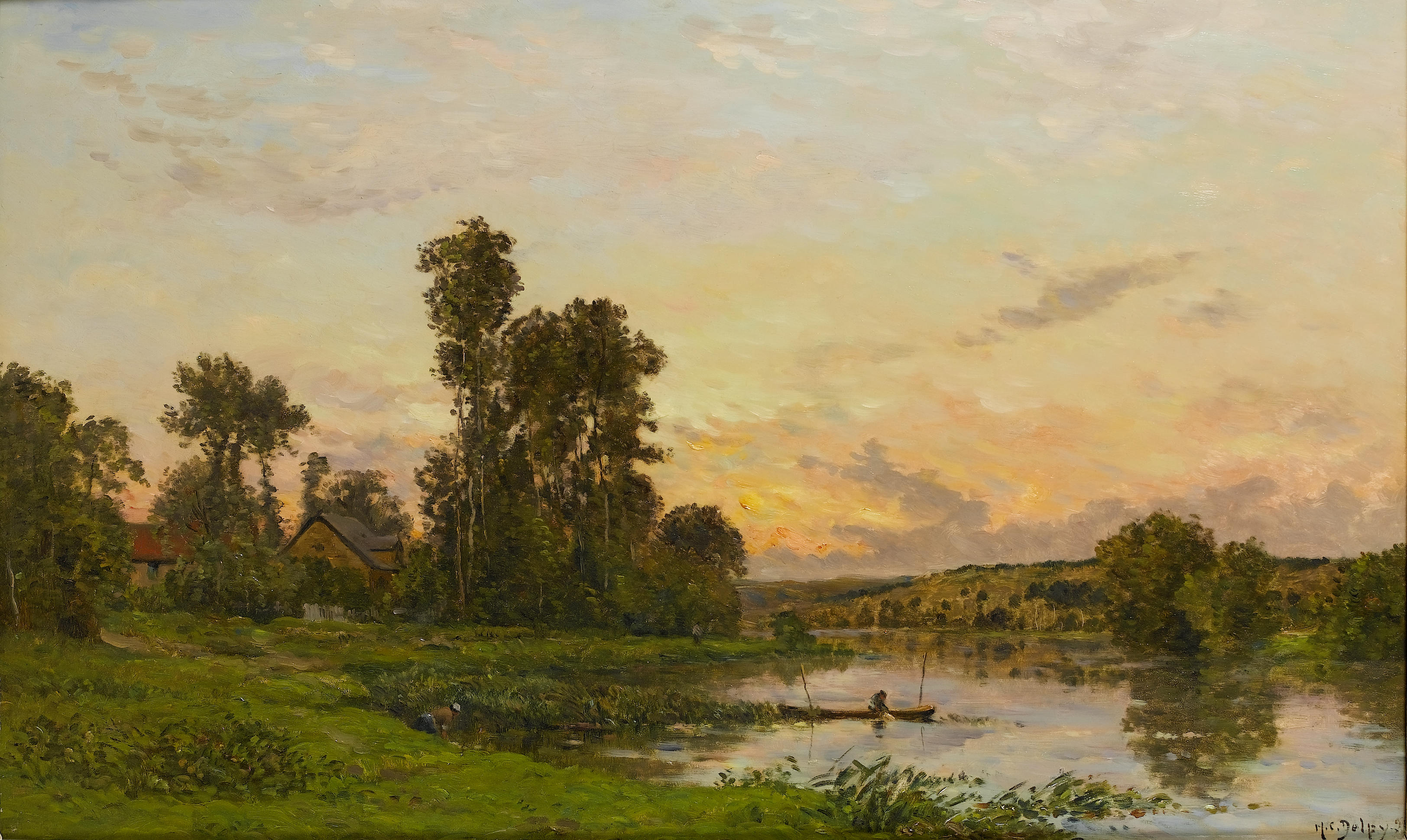
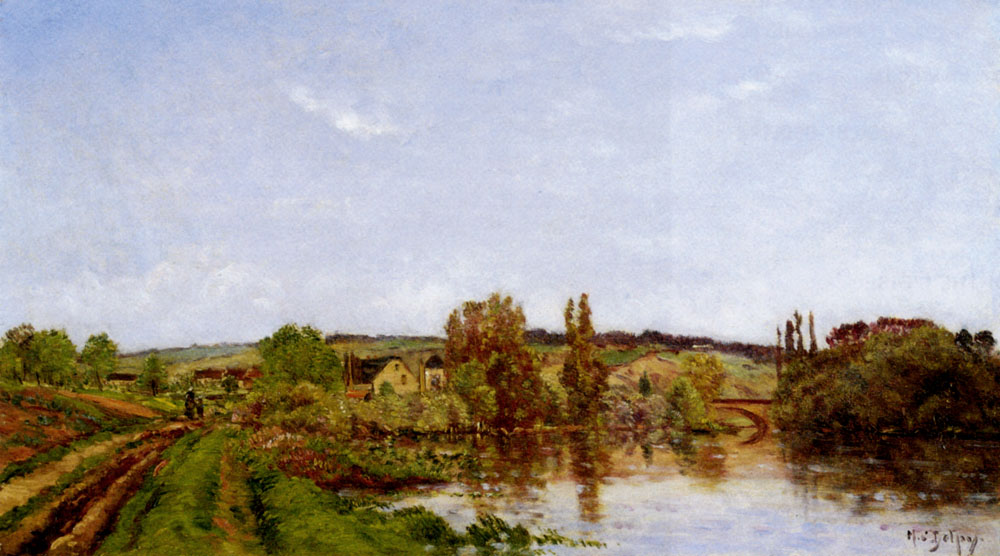
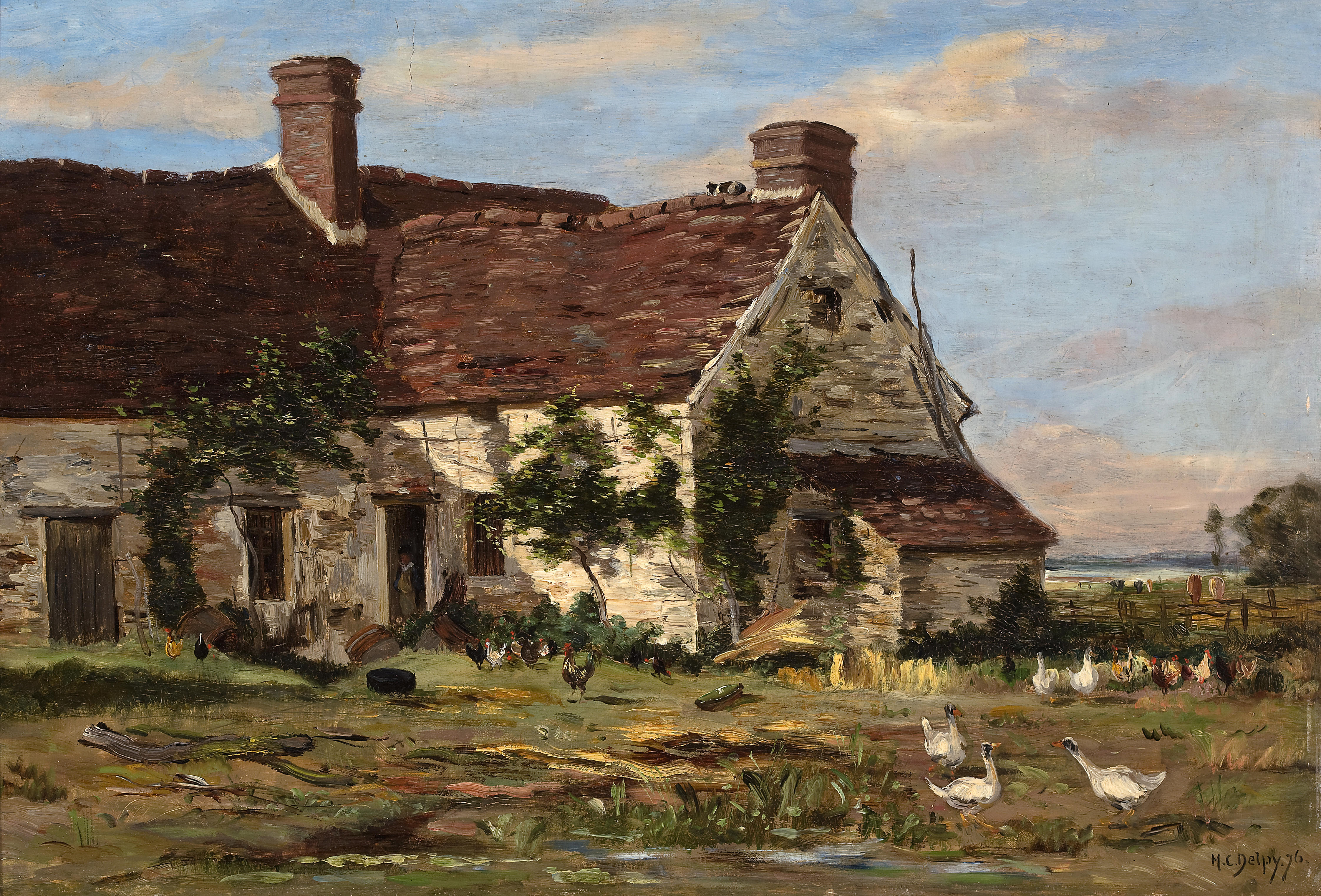
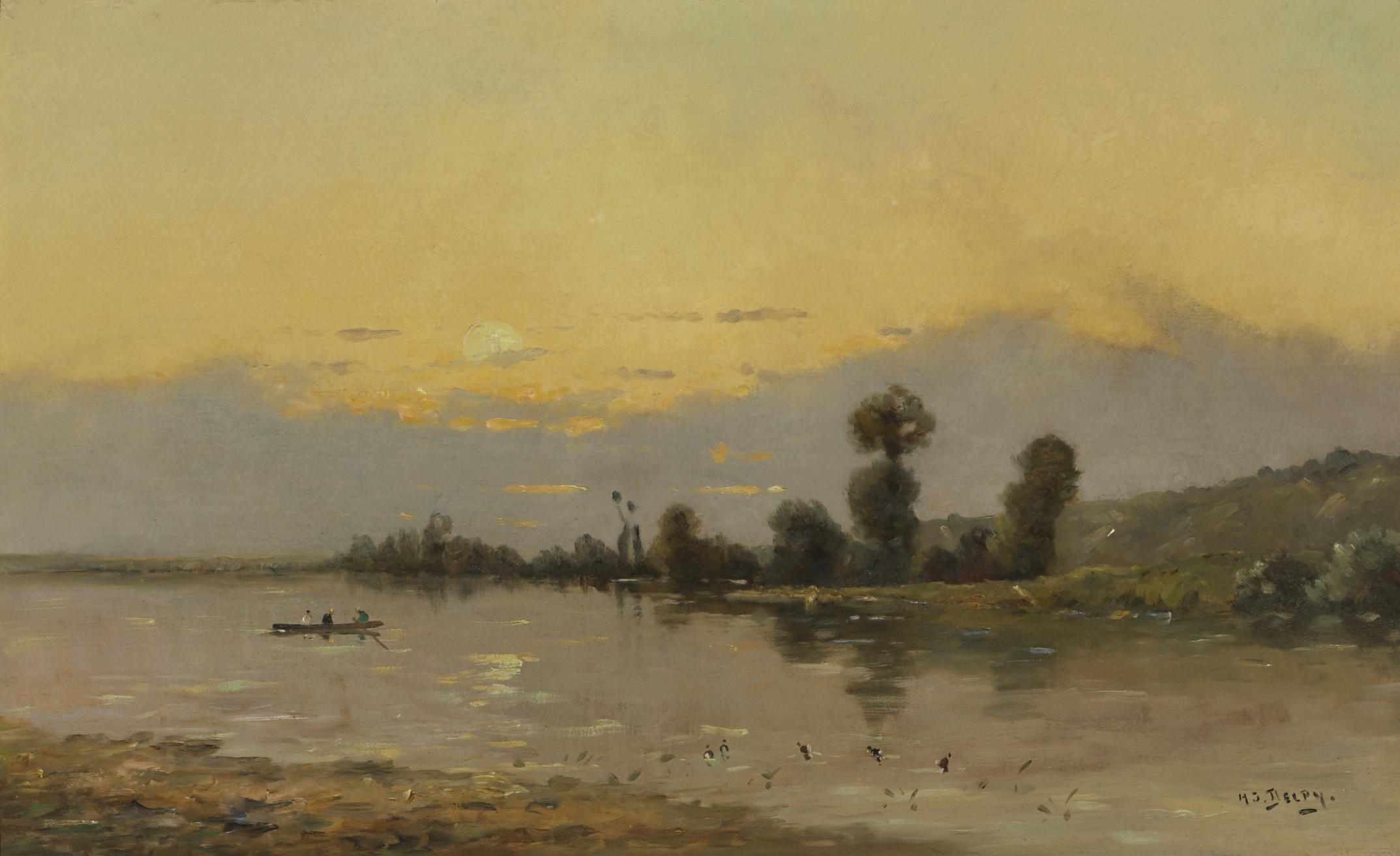